# غيليس غويو
غيليس غويو (بالفرنسية: Gilles Guyot)‏ هو أكاديمي فرنسي، ولد في 29 أغسطس 1946 في روآن في فرنسا. وهو أستاذ متقاعد للإدارة في جامعة جان مولان ليون الثالث والمدير السابق لمعهد إدارة الأعمال في ليون.